# Luca Parmitano
Luca Salvo Parmitano (* 27. September 1976 in Paternò) ist ein italienischer Testpilot und Astronaut.

## Studium und Militär
Parmitano schloss seine Schulausbildung 1995 am Liceo Scientifico Statale in Catania ab. Es folgte ein Studium der Politikwissenschaft an der Universität von Neapel. 2000 schloss er seine militärische Ausbildung an der Luftwaffenakademie in Pozzuoli ab.
Im Jahr 2001 durchlief Parmitano seine Pilotengrundausbildung an der Sheppard Air Force Base in Texas im Euro-NATO Joint Jet Pilot Training. Er erhielt seine Flugqualifikation am Kampfflugzeug AMX International AMX im Jahr 2002. Darauffolgend wurde er in Italien in der Elektronischen Kampfführung ausgebildet und schloss in Belgien das Tactical Leadership Programme ab, einen Lehrgang für Luftkriegstaktiken. 2007 wurde er als Testpilot ausgebildet. 2009 wurde ihm am Institut Supérieur de l’Aéronautique et de l’Espace in Toulouse das Diplom in experimenteller Flugtest-Technik verliehen.
Als Pilot der AMX diente er im 32° Stormo in Amendola und erwarb alle fliegerischen Qualifikationen an der Maschine, darunter auch als Einsatzkommandant. Bis 2019 hatte er über 2000 Flugstunden auf 40 unterschiedlichen Flugzeugen und Helikoptern gesammelt. 2019 wurde er von der italienischen Luftwaffe zum Oberst befördert.

## Astronautentätigkeit

### Auswahl
Beim Auswahlverfahren der ESA konnte sich Luca Parmitano gegen 8413 andere Bewerber durchsetzen. Am 20. Mai 2009 wurde er als neuer ESA-Astronaut zusammen mit fünf weiteren Personen der Öffentlichkeit vorgestellt. Die Ausbildung im Europäischen Astronautenzentrum (EAC) in Köln begann im September 2009. Nach Abschluss der Grundausbildung wurde er am 22. November 2010 zum Astronauten ernannt.

### MissionVolare– ISS-Expeditionen 36/37

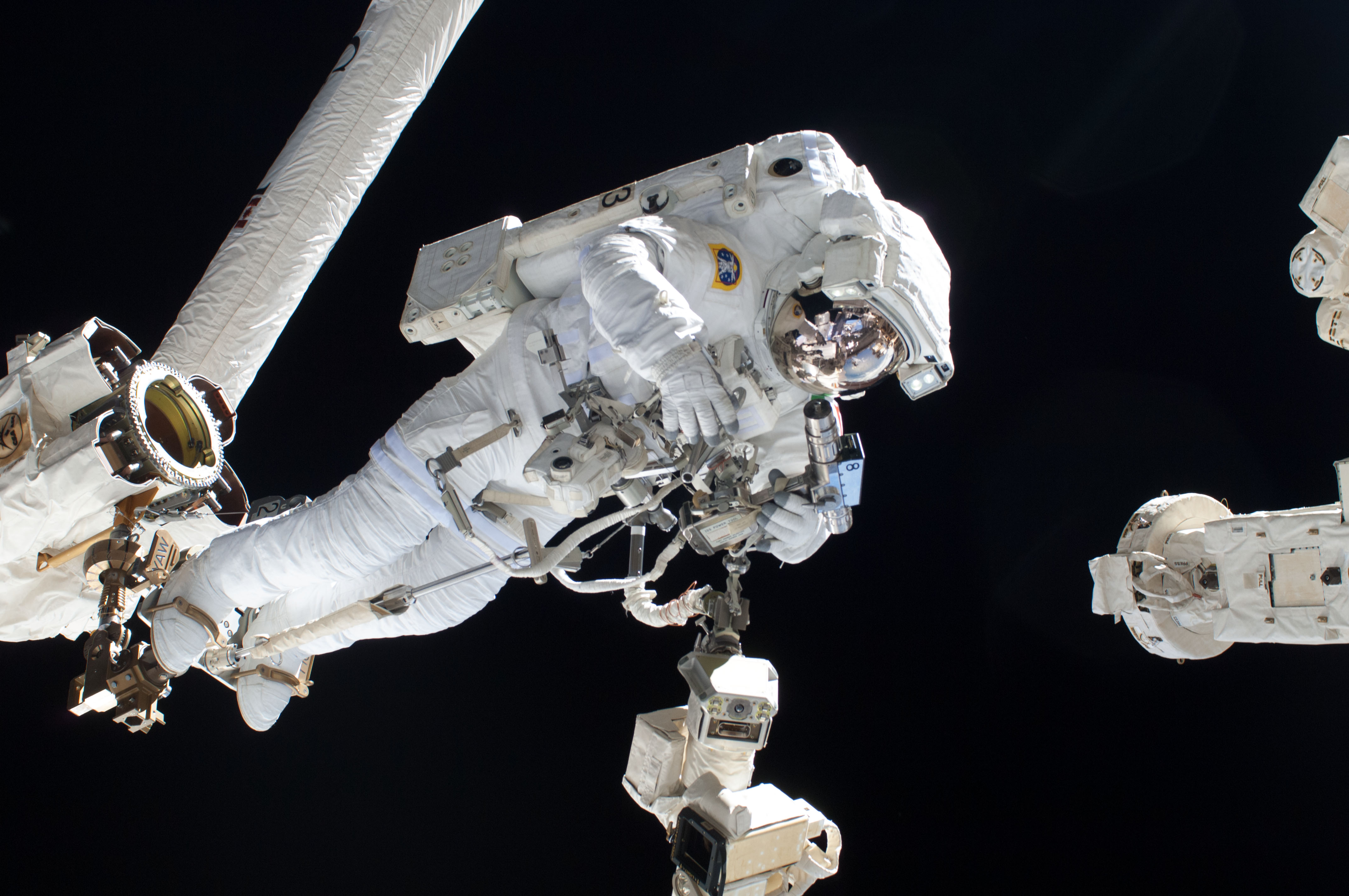
Luca Parmitano wird vom Roboterarm Canadarm2 während eines Außenbordeinsatzes außerhalb der Internationalen Raumstation (ISS) bewegt, aufgenommen am 9. Juli 2013.

Im Februar 2011 wurde Parmitano den ISS-Expeditionen 36 und 37 zugewiesen. Er war damit der erste seiner Astronautenklasse, der einem Raumflug zugeteilt wurde. Zusammen mit Fjodor Jurtschichin und Karen Nyberg startete er am 29. Mai 2013 im Raumschiff Sojus TMA-09M zur ISS, um dort sechs Monate als Bordingenieur zu arbeiten.
Am 9. Juli 2013 führte Parmitano den ersten Weltraumausstieg eines Italieners durch. Beim zweiten Ausstieg am 16. Juli sammelte sich Wasser in seinem Helm, woraufhin die Arbeiten vorzeitig beendet wurden. Das Wasser gelangte in Augen, Ohren und Nase, sodass Parmitano in der Luftschleuse weder sehen noch hören konnte, bis ihm in der Raumstation der Helm abgenommen wurde. Ursache war ein verstopfter Filter.
Die Rückkehr zur Erde erfolgte am 11. November 2013.

### MissionBeyond– ISS-Expeditionen 60/61
Am 20. Juli 2019 startete Parmitano mit Sojus MS-13 zu seiner zweiten Mission. Nach Teilnahme an der ISS-Expedition 60 übernahm er am 2. Oktober das ISS-Kommando für die Expedition 61. Parmitano war damit der erste italienische ISS-Kommandant. Nach rund 201 Tagen Aufenthalt im Weltraum landete er am 6. Februar 2020 mit Sojus MS-13 in Kasachstan. Parmitanos zweite Mission trug den Namen Beyond.

### Als Verbindungsperson imJohnson Space Center
Luca Parmitano war im Jahr 2023 als Verbindungsperson der ESA im Johnson Space Center (JSC) der NASA in Houston tätig. Dort leitete er die Zusammenarbeit zwischen Europäischem Astronautenzentrum und JSC vor Ort und führte unter anderem die Astronautenanwärter der ESA-Auswahl 2022 durch die Einrichtung.

## Privates
Parmitano ist verheiratet und hat zwei Töchter.

## Ehrungen
- Am 11. Mai 2005 wurde bei einem Trainingsflug über dem Ärmelkanal die Cockpitverglasung seines Kampfflugzeugs AMX Ghibli durch Vogelschlag zerstört. Trotz eingeschränkter Sicht und ohne Funkunterstützung gelang Parmitano anschließend mit Hilfe seines in Formation fliegenden Kollegen die sichere Landung auf der Basis. 2007 wurde Parmitano dann vom italienischen Präsidenten Giorgio Napolitano mit der „Medaille für fliegerischen Mut in Silber“ (Medaglia al valore aeronautico d'argento) ausgezeichnet.[14]
- Am 6. März 2013 wurde Luca Parmitano das Komturkreuz des Verdienstordens der Italienischen Republik verliehen.[15]
- Der Asteroid (37627) Lucaparmitano wurde nach ihm benannt.[16]
- Am 17. März 2022 erhielt Parmitano einen Mastertitel honoris causa im Fach Wirtschaft und Management der Libera Università Maria Ss. Assunta in Rom.[17]